# Fu Chengyu
Fu Chengyu (傅成玉) (né en juin 1951) est un homme d'affaires chinois et le PDG de Sinopec.

## Biographie
Fu Chengyu  est né en 1951, dans la province d'Heilongjiang. Il étudie l'ingénierie à l'Université du Nord-Est à Shenyang. Il obtient un diplôme de master en génie pétrolier à l'Université de Californie du Sud. Il poursuit enfin ses études à la Cheung Kong Graduate School of Business à Pékin et à l'Institut de technologie de Harbin. Fu Chengyu est membre suppléant du 17e Comité central du Parti communiste chinois.

## Carrière
Il commence sa carrière dans l'industrie pétrolière  en travaillant sur les champs pétrolifères de Daqing, Liaohe et  Huabei. À partir de 1983, Fu devient président des comités de gestion des joint-ventures entre la Chinese national off-shore oil company (CNOOC) et les grandes compagnies pétrolières internationales, y compris Amoco, Chevron, Texaco, Shell, Phillips Petroleum Company et Agip. En 1994, Il devient directeur général adjoint de la CNOOC Nanhai East Corporation, et vice-président de Phillips Asie Inc.
En 1999, il devient directeur général de CNOOC Nanhai East Corporation, et quelques mois après, Vice-président exécutif et chef d'exploitation de CNOOC Limited, une filiale de CNOOC. L'année suivante Fu est nommé vice-président de la CNOOC. Deux ans plus tard, il est nommé président du conseil d'administration et PDG de China Oilfield Services Limited (COSL), une autre filiale de la CNOOC. En 2003, il devient président de la CNOOC, président et chef de la direction de CNOOC Limited. Le 16 septembre 2010, il démissionne de son poste de PDG de CNOOC Limited tout en conservant le poste de président. Il est finalement nommé Président du Groupe Sinopec en avril 2011. 